# Baron Hardinge of Penshurst

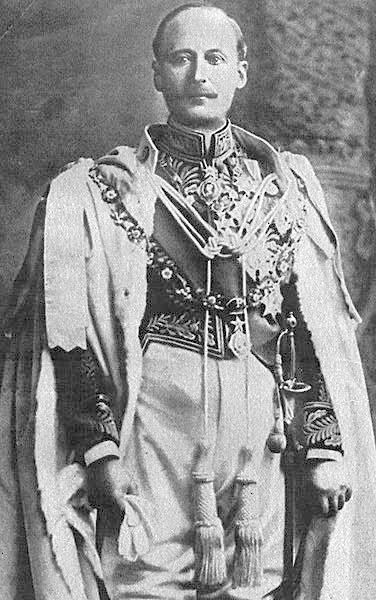
Charles Hardinge, 1. Baron Hardinge of Penshurst

Baron Hardinge of Penshurst, of Penshurst in the County of Kent, ist ein erblicher britischer Adelstitel in der Peerage of the United Kingdom.

## Verleihung
Der Titel wurde am 21. Juli 1910 an den damaligen Staatssekretär im Auswärtigen Amt und Diplomaten Sir Charles Hardinge verliehen. Dieser wurde nach der Erhebung in den Adelsstand als Vizekönig nach Indien entsandt. 

## Liste der Barone Hardinge of Penshurst (1910)
- Charles Hardinge, 1. Baron Hardinge of Penshurst (1858–1944)
- Alexander Henry Louis Hardinge, 2. Baron Hardinge of Penshurst (1894–1960)
- George Edward Charles Hardinge, 3. Baron Hardinge of Penshurst (1921–1997)
- Julian Alexander Hardinge, 4. Baron Hardinge of Penshurst (* 1945)

Mutmaßlicher Titelerbe (Heir Presumptive) ist der Bruder des jetzigen Barons, Hon. Hugh Francis Hardinge (* 1948).